# 78249 Capaccioni
78249 Capaccioni è un asteroide della fascia principale. Scoperto nel 2002, presenta un'orbita caratterizzata da un semiasse maggiore pari a 3,0413353 au e da un'eccentricità di 0,0389247, inclinata di 8,85838° rispetto all'eclittica.
L'asteroide è dedicato all'astronomo italiano Fabrizio Capaccioni.